# Kv Watervliet
Watervliet is een voormalige korfbalvereniging, oorspronkelijk uit Velsen, later spelend in Beverwijk. In 2009 is de club opgegaan in de KV HBC (KorfbalVereniging Heemskerk Beverwijk Combinatie).
De club, opgericht in 1929, speelde in de jaren zestig in de divisie Noord-Holland van de Eerste klasse.
In Beverwijk speelde de vereniging aanvankelijk aan de Aagtendijk nabij de Hoflanderweg alvorens bij de reorganisatie van de sportterreinen aldaar te verhuizen naar het iets verder gelegen terrein aan de Spoorsingel.